# Mario Imperoli
Mario Impèroli (Roma, 24 giugno 1931 – Roma, 24 dicembre 1977) è stato un regista cinematografico, giornalista, sceneggiatore e produttore cinematografico italiano.

## Biografia
Romano, proveniente dal giornalismo, entrò nel mondo del cinema all'inizio degli anni settanta come sceneggiatore e produttore del film di Vittorio De Sisti L'interrogatorio.
Successivamente passò alla regia, specializzandosi nei filoni pornosoft all'italiana e poliziottesco: nel 1972 tenne a battesimo l'esordiente Gloria Guida nel film erotico La ragazzina, dirigendola di nuovo due anni più tardi in Blue Jeans nei panni di una prostituta minorenne.
Più crudi e realistici i suoi film sul crimine: il suo Come cani arrabbiati del 1976, ispirato alle cronache delle violenze commesse dai giovani borghesi delle famiglie facoltose della Capitale, uscì in concomitanza con il processo ai tre neofascisti responsabili un anno prima del noto massacro del Circeo, in cui essi violentarono due giovani romane uccidendone una; per tale motivo Imperoli preferì non fare uscire il film a Latina, nel cui tribunale si stava celebrando detto processo.
Orientato al mondo della criminalità mafiosa invece, pur senza abbandonare del tutto elementi di erotismo all'italiana, è il film Canne mozze, uscito nelle sale ad agosto 1977.
Fu, quello, l'ultimo lavoro di Imperoli, che morì improvvisamente a Roma la successiva vigilia di Natale.

## Filmografia

### Regia
- Mia moglie, un corpo per l'amore (1972)
- La ragazzina (1974)
- Istantanea per un delitto con lo pseudonimo Arthur Saxon (1974)
- Blue jeans (1975)
- Le dolci zie (1975)
- Come cani arrabbiati (1976)
- Quella strana voglia d'amare (1977)
- Canne mozze (1977)

### Sceneggiatura
- L'interrogatorio, regia di Vittorio De Sisti (1970)
- Quickly... spari e baci a colazione, regia di Alberto Cavallone (1971)